# ジャック・ピエロー
ジャック・ピエロー（Jacques Pierot、1812年 - 1841年）はオランダの植物学者である。フィリップ・フランツ・フォン・シーボルトが国外追放処分を受けた後の長崎に派遣された。

## 略歴
ライデンに生まれた。ライデン大学で医学を学び、1839年に博士号を得た。ライデン大学の標本館でカール・ルートヴィヒ・ブルームのもとで働いた。オランダの園芸産業のための植物採集とブルームとシーボルト事件で日本を追放された後、オランダで持ち帰った資料の整理をしていたシーボルトの植物研究を助ける目的でアジアに派遣されることになり、1840年にバタヴィアに向けて出発した。バウテンゾルグ（現在のボゴール）の植物園で訓練を受けた後、1840年9月長崎に向けて出発した。『洋学史事典』では長崎では荒廃していた栽培園をシーボルトの元の弟子たちと再建し、収集した植物や種子をフローニンゲン大学やユトレヒト大学に送ったとしているが、石山貞一（1984）の研究によれば、日本に渡航する途中で海難事故に合い、マカオに引き返した後、病にかかり病没したとされる。シーボルト・コレクションにあるピエローの日本植物の標本は、シーボルトの日本での助手、ハインリヒ・ビュルゲルの集めたものを購入したものとされる。